# Quatuor pour la fin du temps
Quatuor pour la fin du temps (pronunciació francesa: [kwatɥɔʁ puʁ la fɛ̃ dy tɑ̃]) és una obra de música de cambra del compositor francès Olivier Messiaen. L'obra, que es va estrenar l'any 1941, està escrita per a clarinet (en si bemoll), violí, violoncel, i piano; una interpretació típica de la peça completa dura uns 50 minuts.

## Composició i primera interpretació
Messiaen tenia trenta-un anys quan França va entrar a la Segona Guerra Mundial. Va ser capturat per l'exèrcit Alemany el juny del 1940 i empresonat a Stalag VIII-A, un campament per presoners de guerra a Görlitz, Alemanya (actualment Zgorzelec, Polònia). Va ser de camí al campament que Messiaen li va mostrar al clarinetista Henri Akoka, també presoner, els esbossos del que acabaria sent Abîme des oiseaux. A més de Messiaen, dos altres músics professionals, el violinista Jean le Boulaire i el violoncel·lista Ètienne Pasquier, es trobaven també entre els companys presoners. Després d'empescar-se-les per aconseguir paper i llapis d'un simpàtic guarda (Carl-Albert Brüll, 1902-1989), Messiaen els va escriure un petit trio; aquesta peça es va convertir en el quartet amb ell, Messiaen, al piano. La combinació d'instruments és inusual, però té precedents: Walter Rabi havia compost per a la mateixa formació instrumental l'any 1896, com ho havia fet Paul Hindemith l'any 1938.

Les condicions en les que es van trobar Messiaen i els seus companys músics van ser molt díficls tal com explica Yvonne Loriod (Es convertiria en la segona dona de Olivier Messiaen el 1961, després d’haver sigut la seva alumna de piano. Gran part de les parts pianístiques de les obres del compositor anaven dedicades a ella i se la va considerar la font més fiable de l’estil de Messiaen. Després de la mort de Messiaen, el 1992, va viure 18 anys més):
“Emphasizing the suffering that her husband underwent in the prison camp that had made history, Loriod described the atmosphere there as her husband had apparently recounted it to her: how he had arrived at the camp clutching a satchel of musical scores to his chest and how he struggled with one German officer who had tried to confiscate his scores; how Messiaen had had so little to eat that he and his comrades would recite menus and recipes in order to consoler each other […] Loriod also emphasized how much Messiaen had suffered, both physically and emotionally, not only in captivity but before and after war.”
El quartet va ser estrenat al mateix campament, a l'exterior, sota la pluja, el 15 de gener del 1941, després que Messiaen llegís uns textos del Llibre de la Revelació. Els músics van tocar instruments que es trobaven en un estat molt precari. Tot i això, després de la guerra Pasquier (el violoncelista) va declarar que en veritat va acabar tocant en un violoncel de 4 cordes, ja que a causa de la complexitat de l’obra era impossible tocar-lo amb un instrument amb només 3 cordes el qual se li havia donat al principi. Van tenir una audiència d'uns 400 companys presoners i guardes. Messiaen, després, recordava: “Mai no he sigut escoltat amb una atenció i comprensió tant profunda com llavors.”
Brüll els subministrava paper i aïllament per tal de poder compondre, i també els va ajudar a aconseguir els altres tres instruments. Falsificant la documentació amb un segell fet amb una patata, Brüll, fins i tot, va aconseguir que alliberessin els artistes poc temps després de la presentació. Després de la guerra, Brüll va fer un viatge especial per visitar a Messiaen, però el van despatxar dient-li que el compositor no el rebria.

## Després de l'estrena
Després que uns generals anessin a escoltar un dels assajos del quartet, el capità Brüll els va notificar que serien tornats a París en tren amb altres presoners. Tots els integrants del quartet van tornar a França menys Akoka, ja que un dels oficials es va donar compte que era jueu i el va retornar al camp. Al tornar al seu país, Messiaen es va convertir professor en el Conservatori Superior de Música de París, i pot ser a causa de l’ocupació nazi de la ciutat, Messiaen no va escriure res durant quasi dos anys. Allà el compositor es va dedicar a preparar la publicació del quartet i la seva estrena a l’estat francès; mentre pel mateix temps, el 17 de maig de 1941 Akoka va aconseguir fugir dels nazis. Després de l’estrena a Stalag, els integrants del quartet van anar per camins separats i es van trobar en certes ocasions a causa que compartien certs cercles de treball artístics.

## Inspiració
Messiaen va escriure al prefaci de la partitura que l'obra va ser inspirada per un text del Book of Revelation (Rev 10:1-2, 5-7, King James Version):
I vaig veure un altre àngel poderós baixar del cel, vestit amb un núvol: hi havia un arc de Sant Martí sobre el seu cap, i el seu cap era com si fos el sol, i els seus peus com pilars de foc …i va posar el seu peu dret sobre el mar, i el seu peu esquerra a la Terra ...I l'àngel que vaig veure de peu sobre el mar i sobre la Terra va aixecar la seva mà al cel i va jurar per ell que viuria per sempre… que no hi hauria més temps: Però en els dies de la veu del setè àngel, quan es comencés a escoltar, el misteri de Déu acabaria …
L’objectiu d’aquesta obra va ser la possibilitat d’investigar l’organització del ritme, i podria ser considerada la primera obra on es plantegen nous interessos pels ritmes, englobant valors irracionals o agregats, pedals rítmics, l’eliminació de temps iguals i els ritmes no retrogradables (una frase rítmica que és igual a la seva retrogradació). El títol de l’obra no només es refereix a l’Apocalipsi, sinó també al trencament amb la tradició musical en quant al ritme. Podem trobar textures que no progressen, repetides diverses vegades seguides, danses amb ritmes totalment irregulars i canvis bruscs en la idea musical.

## Estructura
L'obra està composta per vuit moviments. Les frases estan traduïdes del prefaci de Messiaen a la partitura.

### Liturgie de cristal
I.“Litúrgia de vidre”, per tot el quartet. En el seu prefaci a la partitura, Messiaen descriu l'obertura del quartet:
Entre les tres i les quatre de la matinada, el despertar dels ocells: una merla o un rossinyol improvisa un solo, envoltat d'un so brillant, d'un halo de trinats perduts arbres amunt. Transporti això a un pla religiós i obtindrà el silenci harmoniós del Cel.
El moviment d'obertura comença amb un solo de clarinet imitant la cançó d'una merla i el violí imitant la cançó d'un rossinyol. El ritme subjacent el condueixen el violoncel i el piano: el violoncel fa cercles d'una mateixa melodia de cinc notes (utilitzant els tons Do, Mi, Re, Fa sostingut, i Si bemoll) i un patró repetitiu de 15 temps. La part del piano consisteix en un patró rítmic de 17 notes permutat estrictament a través de 29 acords, a fi de generar en l'oient la guspira d'alguna cosa eterna.

### Vocalise, pour l'Ange qui annonce la fin du Temps
II.“Vocalització, per l'àngel que anuncia la fi dels temps”, per a tot el quartet.
La primera i la tercera part (molt curtes) evoquen el poder d'aquest poderós àngel, amb un arc de Sant Martí sobre el cap i vestit amb un núvol, que posa un peu al mar i un peu a la terra. A la secció intermèdia trobem les harmonies impalpables del cel. Al piano, dolces cascades d'acords blau-carabassa, envoltant, amb les seves distants harmonies, el cant quasi gregorià del violí i el violoncel.

### Abîme des oiseaux
III.L'abisme és el Temps amb la seva tristesa, la seva fatiga. Els ocells són l'oposat al Temps; ells són les nostres ganes de llum, d'estrelles, d'arc de Sant Martí, i de cançons alegres.
Un repte inclús pels clarinetistes més dotats, amb un tempo extremadament lent marcant corxeres (octau de nota) = 44.

### Intermède
IV. “Interludi”, per a violí, violoncel, i clarinet.
Scherzo, amb un caràcter més individual que els altres moviments, però així i tot lligat a la resta per certes remembrances melòdiques.

### Louange à l'Éternité de Jésus
V. “Lloança a l'Eternitat de Jesús”, per a violoncel i piano.
Jesús és considerat aquí com el Verb. Una frase àmplia, “infinitament lenta”, en el violoncel, magnífica amb amor i reverència a l'eternitat de la Paraula, poderosa i dolça, “el temps del qual no s'acaba”. La melodia s'estén des de la majestuositat fins a una certa distància dolça i cerimoniosa. “Al principi existia el Verb, i el Verb estava amb Déu, i el Verb era Déu.” (Joan 1:1 (La bíblia de les Amèriques))
La música consisteix en l'arranjament d'una obra anterior, no publicada, “Oraison” de “Fête des belles eaux” per a 6 Ondes Martenots, interpretada a la Fira Mundial de París l'any 1937. El tempo que marca és infinitament lent, extatique (“infinitament lent, estàtic”).

### Danse de la fureur, pour les sept trompettes
VI. “Dansa de la ira, per set trompetes”, per a tot el quartet.
Rítmicament, és la peça més característica de la sèrie. Els quatre instruments a l'uníson imiten gongs i trompetes (les primeres sis trompetes de l'Apocalipsi seguides de diversos desastres, la trompeta del setè àngel anunciant la consumació del misteri de Déu). Ús de valors agregats, de ritmes augmentats o disminuïts, de ritmes no retrogradables. Música de pedra, formidable so granític; irresistible moviment d'acer, blocs enormes de ràbia morada, embriaguesa glacial. Escoltar especialment tots els terribles fortíssimos de l'argumentació del tema i els canvis de registre de les seves diferents notes, cap al final de la peça.
Cap al final del moviment el tema retorna, fortíssimo, en augmentació i amb amplis canvis de registre.

### Fouillis d'arcs-en-ciel, pour l'Ange qui annonce la fin du Temps
VII. “Esbull d'arc de Sant Martí, per a l'àngel que anuncia la fi dels temps”, per a tot el quartet.
Recurrents aquí hi ha alguns paisatges del segon moviment. L'àngel apareix en plena força, especialment l'arc de Sant Martí que el cobreix (l'arc de Sant Martí, símbol de pau, saviesa, i tota lluminosa i sonora vibració). – Als meus somnis, escolto i veig acords i melodies ordenades, colores i formes conegudes; llavors, després d'aquesta etapa transicional, passo a través d'allò irreal i pateixo, amb èxtasi, un torneig; una compenetració indirecta de sons i colors sobrehumans. Aquestes espases de foc, aquesta lava blau-carbassa, aquestes estrelles fugaces: allà esta l'embull, allà estan els arcs de Sant Martí!

### Louange à l'Immortalité de Jésus
VIII. “Lloança a la immortalitat de Jesús”, per a violí i piano.
Gran solo de violí, equivalent al solo del violoncel del cinquè moviment. Quin és el motiu d'una segona elegia? Aquesta apunta especialment al segon aspecte de Jesús, Jesús el home, el Verb fet carn, immortalment ascendit perquè comuniquéssim la seva vida. Tot és amor. El seu lent ascens a l'agut extrem és l'ascens de l'home al seu déu, el fill de Déu al seu pare, el ser fet diví cap al Paradís.
La música és un arranjament de la segona part de la peça prèvia per a orgue “Diptyque”, transportada a la tercera major ascendent, de Do a Mi.

## Obres derivades
L'obra és la inspiració del Quartet for the End Of Time, una novel·la de l'any 2014 escrita per Johanna Skibsrud, que manlleva el seu títol i estructura de la versió musical.